# Ministr spravedlnosti Izraele
Ministr spravedlnosti Izraele (hebrejsky שר המשפטים‎, sar ha-mišpatim) je člen vlády, který stojí v čele ministerstva spravedlnosti.
Na rozdíl od ostatních ministrů nemá ministr spravedlnosti svého zástupce.
| ministr               | strana             | vláda              | funkční období                                  |
| --------------------- | ------------------ | ------------------ | ----------------------------------------------- |
| Pinchas Rosen         | Progresivní strana | prozatímní, 1., 2. | 14.05.1948 – 08.10.1951                         |
| Dov Josef             | Mapaj              | 3.                 | 08.10.1951 – 25.06.1952                         |
| Chajim Kohen          | nestraník          | 3.                 | 25.06.1952 – 24.12.1952                         |
| Pinchas Rosen         | Progresivní strana | 4., 5., 6., 7.     | 24.12.1952 – 13.02.1956                         |
| David Ben Gurion      | Mapaj              | 7.                 | 13.02.1956 – 07.01.1958                         |
| Pinchas Rosen         | Progresivní strana | 8., 9.             | 07.01.1958 – 02.11.1961                         |
| Dov Josef             | Mapaj              | 10., 11., 12.      | 02.11.1961 – 12.01.1966                         |
| Ja'akov Šimšon Šapira | Mapaj              | 13., 14., 15.      | 12.01.1966 – 13.06.1972 12.09.1972 – 01.11.1973 |
| Chajim Josef Cadok    | Ma'arach           | 16., 17.           | 10.03.1974 – 20.06.1977                         |
| Menachem Begin        | Likud              | 18.                | 20.06.1977 – 24.10.1977                         |
| Šmu'el Tamir          | Daš                | 18.                | 20.06.1977 – 05.08.1980                         |
| Moše Nisim            | Likud              | 18., 19., 20., 21. | 13.08.1980 – 16.04.1986                         |
| Jicchak Moda'i        | Likud              | 21.                | 16.04.1986 – 23.07.1986                         |
| Avraham Šarir         | Likud              | 21., 22.           | 30.07.1986 – 22.12.1988                         |
| Dan Meridor           | Likud              | 23., 24.           | 22.12.1988 – 13.07.1992                         |
| David Liba'i          | Strana práce       | 25., 26.           | 13.07.1992 – 18.06.1996                         |
| Ja'akov Ne'eman       | nestraník          | 27.                | 18.06.1996 – 10.08.1996                         |
| Benjamin Netanjahu    | Likud              | 27.                | 18.06.1996 – 04.09.1996                         |
| Cachi Hanegbi         | Likud              | 27.                | 04.09.1996 – 06.07.1999                         |
| Jossi Beilin          | Jeden Izrael       | 28.                | 06.07.1999 – 07.03.2001                         |
| Me'ir Šítrit          | Likud              | 29.                | 07.03.2001 – 28.02.2003                         |
| Tommy Lapid           | Šinuj              | 30.                | 28.02.2003 – 04.12.2004                         |
| Cipi Livniová         | Likud, Kadima      | 30.                | 05.12.2004 – 04.05.2006                         |
| Chajim Ramon          | Kadima             | 31.                | 04.05.2006 – 22.08.2006                         |
| Me'ir Šítrit          | Kadima             | 31.                | 23.08.2006 – 29.11.2006                         |
| Cipi Livniová         | Kadima             | 31.                | 29.11.2006 – 07.02.2007                         |
| Daniel Friedmann      | nestraník          | 31.                | 07.02.2007 – 31.03.2009                         |
| Ja'akov Ne'eman       | nestraník          | 32.                | 31.03.2009 – 18. 3. 2013                        |
| Cipi Livniová         | ha-Tnu'a           | 33.                | 18.03.2013 – 04.12.2014                         |
| Ajelet Šaked          | Židovský domov     | 34.                | 14.05.2015 – 02.06.2019                         |
| Amir Ochana           | Likud              | 34.                | 05.06.2019 – 17.05.2020                         |
| Avi Nisnkorn          | Židovský domov     | 35.                | 17.05.2020 – 01.01.2021                         |
| Binjamin Ganc         | Chosen le-Jisra'el | 35.                | 01.01.2021 – 13.06.2021                         |
| Gid'on Sa'ar          | Nová naděje        | 36.                | 13.06.2021 – 29.12.2022                         |
| Jariv Levin           | Likud              | 37.                | 29.12.2022 –                                    |